# Liste der Naturdenkmale in Miehlen
Die Liste der Naturdenkmale in Miehlen nennt die im Gemeindegebiet von Miehlen ausgewiesenen Naturdenkmale (Stand 20. Mai 2024).

## Ehemalige Naturdenkmale
| Nr. | Bezeichnung | Lage                        | Beschreibung                                               | Bild                                    |
| --- | ----------- | --------------------------- | ---------------------------------------------------------- | --------------------------------------- |
|     | Sommerlinde | Kirchgasse, bei Nr. 16 Lage | Tilia platyphyllos; Rechtsverordnung 2013 aufgehoben       | Direkt Bild zu diesem Denkmal hochladen |
|     | Lindenreihe | Kirchgasse, bei Nr. 9 Lage  | Tilia sp., mehrere Bäume; Rechtsverordnung 2013 aufgehoben | Fotos hochladen                         |